# Diacetato de sódio
Diacetato de sódio é um composto com fórmula NaH(C2H3O2)2, abreviado na literatura como NaDia. Quando é um composto perfeitamente balanceado, apresenta-se como uma mistura 1:1 acetato de sódio e ácido acético. Também é descrito como o sal ácido de sódio do ácido acético.
Como um aditivo alimentar, deve conter 39-41% de ácido acético e 59-61% de acetato de sódio, daí sua fórmula ser apresentada como (NaC2H3O2)x + (C2H4O2)y.